# کر ده پیرات
کر ده پیرات (فرانسوی: Cœur de pirate‎؛ زادهٔ ۲۲ سپتامبر ۱۹۸۹) خواننده و نوازنده پیانو اهل کانادا است.

## آلبوم‌ها
- Cœur de pirate (۲۰۰۸)
- Blonde (۲۰۱۱)
- Trauma (۲۰۱۴)
- Child of Light (2014, soundtrack for video game Child of Light)
- Roses (۲۰۱۵)
- En cas de tempête, ce jardin sera fermé (۲۰۱۸)